# Pod Zbojníckym stôlom
Pod Zbojníckym stôlom – przełęcz i rozdroże szlaków turystycznych na Słowacji w paśmie Magury Spiskiej. Znajduje się we wschodniej części tego pasma gór, pomiędzy najbardziej południowym z czterech wierzchołków Plontany a Zbojníckym stôlem (1020 m). Taką nazwę przełęczy podaje mapa. Z jej poziomic wynika, że wysokość przełęczy wynosi około 920 m. Mapa nie wymienia nazwy szczytu Plontana, podaje go natomiast przewodnik turystyczny. Tymczasem na przełęczy znajduje się słupek z tabliczkami turystycznymi, które opisują krzyżujące się tutaj dwa szlaki turystyczne: niebieski i zielony. Napis na słupku Plontana 1040 m. Być może duże niezgodności wysokości przełęczy wynikają z błędu na mapie, która wysokość przełęczy przeniosła na szczyt.
Na przełęczy znajduje się niewielka polanka i skrzyżowanie szlaków turystycznych. Od zachodniej strony na przełęcz prowadzi asfaltowa droga do zwózki drewna i niebieski szlak turystyczny. Na przełęczy droga robi ostry zakręt w kierunku północno-zachodnim i trawersuje po północno-wschodniej i wschodniej stronie wszystkie wierzchołki Plontany. Prowadzi nią zielony szlak turystyczny.

## Szlaki turystyczne
Przełęcz Toporzecka – Kamieniarka – Riňava – Pod Zbojníckym stôlom – Sovia poľana – Drużbaki Wyżne. Czas przejścia 4.30 h
  Pod Zbojníckym stôlom– Plontana – Wietrzny Wierch